# Solvikskolan

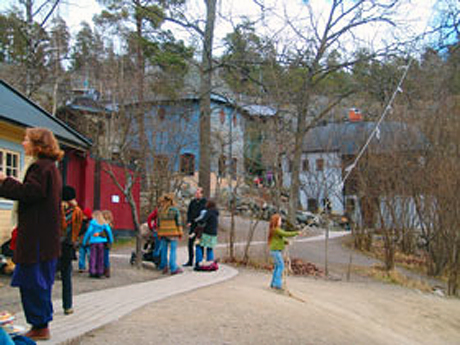
Solvikskolan i Järna med sina karaktäristiska lerhus, ett av flera exempel på hur antroposofins arkitektur hänger ihop med waldorfpedagogiken.

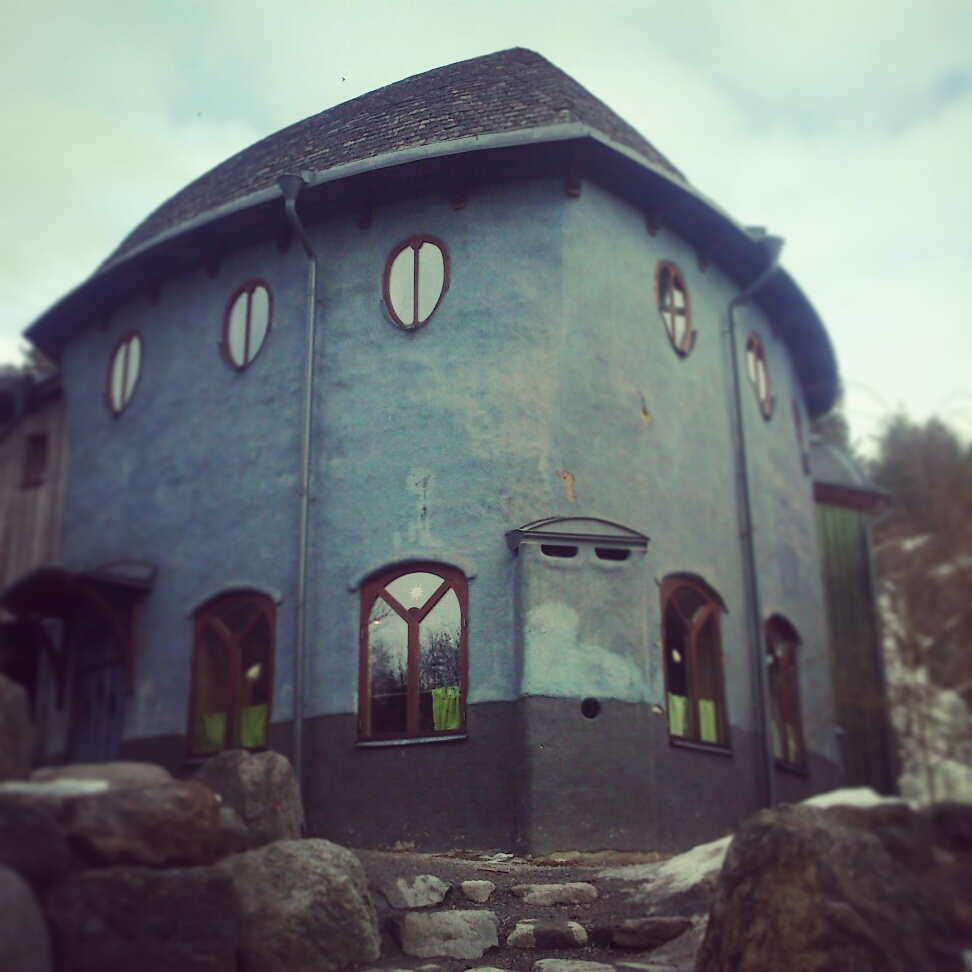
Solvikskolan i Järna, 2013.

Solvikskolan, tidigare Nibbleskolan, är en grundskola för elever från förskoleklass upp till årskurs 9. Verksamheten som bedrivs är baserad på waldorfpedagogiken. Skolan är belägen i Yttereneby naturreservat i Södertälje kommun, omkring sex kilometer söder om Järna. 

## Historia
Solvikskolan grundades i början på 1980-talet. En av skolans grundare var antroposofen Pär Ahlbom. Ahlbom var länge verksam som lärare och inspiratör på skolan. Mellan 1995 och 2013 bedrevs gymnasieverksamhet med waldorfinriktning inom ramen för estetiska programmet.
Under 1990-talet lämnade Solvikskolan Waldorfskolefederationen (WSF), ett samarbetsorgan för Sveriges waldorfskolor. Skolan blev återigen medlem 2020.

## Dokumentären "De utvalda barnen"
I dokumentärserien De utvalda barnen från 2021, skapad av den tidigare eleven Jasper Lake, berättar andra tidigare elever om elitism, daglig mobbning och annan kränkande särbehandling. Dokumentären ledde till debatt och skolan gick därefter ut med en offentlig ursäkt. Uppmärksamheten ledde även till att Skolverket genomförde en inspektion av svenska Waldorfskolor. Tre av fyra skolor fick anmärkningar, däribland Solvikskolan.